# Chesias obsoleta
Chesias obsoleta är en fjärilsart som beskrevs av Barend J. Lempke 1950. Chesias obsoleta ingår i släktet Chesias och familjen mätare. Inga underarter finns listade i Catalogue of Life.